# Звёздные войны: Сказания о преступном мире
«Звёздные во́йны: Сказа́ния о престу́пном ми́ре» (англ. Star Wars: Tales of the Underworld) — третий сезон американского анимационного телесериала-антологии «Звёздные войны: Сказания», созданный Дейвом Филони для стримингового сервиса Disney+. Является частью медиафраншизы «Звёздные войны». Первый сезон сериала, «Сказания о джедаях», вышел 26 октября 2022 года, а второй, «Сказания об Империи» — 4 мая 2024 года.
Сериал состоит из шести короткометражных эпизодов, выполненных в той же анимационной стилистике, что и другие мультсериалы Филони — «Звёздные войны: Войны клонов» и «Звёздные войны: Бракованная партия». Премьера всех эпизодов состоялась 4 мая 2025 года.
«Сказания о преступном мире» были выпущены 4 мая 2025 года на Disney+.

## Сюжет
Первая история посвящена Асажж Вентресс, скрывающейся вместе со своим новым союзником. Вторая история повествует о становлении Кэда Бэйна охотником за головами, о его противостоянии старому другу, оказавшемуся по другую сторону закона.

## Роли озвучивали
- Ника Фаттерман — Асажж Вентресс
- Кори Бертон — Кэд Бэйн
  - Эйджей Локасио — Колби/Кэд Бэйн в детстве
- Артт Батлер — Ниро
  - Эрик Лопес — Ниро в детстве
- Лэйн Фэктор — Лико Страта
- Клэр Грант — Латтс Раззи
- Дон-Лиэн Гарднер — Эрин

Источник:

## Список эпизодов
| № | Название                             | Режиссёр             | Автор сценария                               | Дата премьеры |
| - | ------------------------------------ | -------------------- | -------------------------------------------- | ------------- |
| 1 | «A Way Forward» «Путь вперёд»        | Сол Руис             | Сюжет : Дейв Филони Сценарий : Мэтт Михновец | 4 мая 2025    |
| 2 | «Friends» «Друзья»                   | Стюарт Ли            | Сюжет : Дейв Филони Сценарий : Мэтт Михновец | 4 мая 2025    |
| 3 | «One Warrior to Another» «Два воина» | Натаниель Вильянуэва | Сюжет : Дейв Филони Сценарий : Мэтт Михновец | 4 мая 2025    |
| 4 | «The Good Life» «Хорошая жизнь»      | Сол Руис             | Сюжет : Дейв Филони Сценарий : Мэтт Михновец | 4 мая 2025    |
| 5 | «A Good Turn» «Хороший поворот»      | Стюарт Ли            | Сюжет : Дейв Филони Сценарий : Мэтт Михновец | 4 мая 2025    |
| 6 | «One Good Deed» «Одно доброе дело»   | Натаниель Вильянуэва | Сюжет : Дейв Филони Сценарий : Мэтт Михновец | 4 мая 2025    |

## Производство
«Сказания о преступном мире» были анонсированы в апреле 2025 года. Сценаристом выступил Мэтт Михновец.

## Музыка
Официальный саундтрек «Сказаний о преступном мире» был выпущен 9 мая 2025 года.
Вся музыка написана Кевином, Шоном и Диной Кинер.
| №                   | Название                       | Длительность |
| ------------------- | ------------------------------ | ------------ |
| 1.                  | «Asajj Ventress – Opening»     | 0:18         |
| 2.                  | «The Burial»                   | 3:33         |
| 3.                  | «Why I Took the Job»           | 1:59         |
| 4.                  | «Keep Quiet»                   | 2:26         |
| 5.                  | «Keep Quiet»                   | 1:55         |
| 6.                  | «Ventress vs. The Inquisitor»  | 2:25         |
| 7.                  | «My Name Is Asajj Ventress»    | 1:16         |
| 8.                  | «Looking for Quinlan Vos»      | 2:12         |
| 9.                  | «Latts Razzi»                  | 2:53         |
| 10.                 | «Shipyard Infiltration»        | 2:54         |
| 11.                 | «Exit Strategy»                | 3:33         |
| 12.                 | «I Trust You»                  | 0:57         |
| 13.                 | «Out of Water»                 | 2:54         |
| 14.                 | «One Warrior to Another»       | 2:23         |
| 15.                 | «Canyon Ambush»                | 3:08         |
| 16.                 | «Another Way»                  | 2:21         |
| 17.                 | «Farewell Lyco»                | 2:17         |
| 18.                 | «Better Off with You»          | 1:25         |
| 19.                 | «Asajj Ventress – End Credits» | 0:50         |
| 20.                 | «Cad Bane – Opening»           | 0:16         |
| 21.                 | «Street Rat Brothers»          | 2:19         |
| 22.                 | «An Investment»                | 2:07         |
| 23.                 | «We Earned It»                 | 2:17         |
| 24.                 | «An Opportunity»               | 1:53         |
| 25.                 | «Good News Bad News»           | 2:53         |
| 26.                 | «Who Did This»                 | 2:21         |
| 27.                 | «Back in Town»                 | 2:23         |
| 28.                 | «Be Ready»                     | 3:18         |
| 29.                 | «No Way Out»                   | 2:38         |
| 30.                 | «The Crew Is Back»             | 2:23         |
| 31.                 | «Marshall to Stay»             | 1:47         |
| 32.                 | «At the Council»               | 1:41         |
| 33.                 | «Bane Arrives»                 | 2:16         |
| 34.                 | «Isaac»                        | 1:15         |
| 35.                 | «One Good Deed»                | 2:59         |
| 36.                 | «Bane Walks Away»              | 1:40         |
| 37.                 | «Cad Bane – End Credits»       | 0:49         |
| Общая длительность: | Общая длительность:            | 1:18:00      |

## Релиз
Первый эпизод был показан участникам Star Wars Celebration Japan 18 апреля. Первые два эпизода «Сказаний о преступном мире» были выпущены в Fortnite в качестве внутриигрового контента 2 мая 2025 года. Премьера всех шести эпизодов состоялась 4 мая 2025 года на Disney+.

## Критика
На сайте-агрегаторе рецензий Rotten Tomatoes сериал получил рейтинг свежести 100 % на основе 12 рецензий критиков. На сайте-агрегаторе рецензий Metacritic сериал имеет рейтинг 70 баллов из 100 на основе 5 отзывов критиков, что означает «в целом положительные отзывы». Критики похвалили анимацию и дуэт Вентресс и Лико, однако раскритиковали недостаточную раскрытость темы «преступного мира», а также вторичность предыстории Бэйна.
Адриан из VULKK подверг критике представление в последних проектах по «Звёздным войнам» инквизиторов как «плохих парней, которые вскоре будут убиты джедаем». Также он посчитал сюжетную линию Вентресс незавершённой и что авторы таким образом готовят зрителей к новому проекту с её участием. Джордж и Джош Бейт из The HoloFiles придерживаются того же мнения.
Амон Ворманн из Empire похвалил игру Бертона, озвучившего Бэйна. По словам Ворманна, Бертон «хорошо модулирует свои реплики, чтобы сделать молодого Кэда Бэйна достаточно хриплым». По мнению Айиши Аят Томы из Gazettely, «смена тембра голоса — от юношеской мелодичности к хриплому грубоватому звучанию — отражает последствия предательства». В то же время Тома и Денис из Tech Oracle посчитали этот переход довольно резким.
Алан Френч из FandomWire был впечатлён эволюцией персонажа Вентресс и озвучкой Фаттерман. В то же время Лико, по его мнению, оказался «гораздо менее интересным».